# Gorzanka
Gorzanka (prononciation : [ɡɔˈʐanka]) est un village polonais de la gmina de Dębe Wielkie dans le powiat de Mińsk de la voïvodie de Mazovie dans le centre-est de la Pologne.
Le village compte une population de 92 habitants en 2014.

## Histoire
De 1975 à 1998, le village appartenait administrativement à la voïvodie de Siedlce.